# Lechința, Satu Mare
Lechința (maghiară Avaslekence) este un sat în comuna Călinești-Oaș din județul Satu Mare, Transilvania, România.

## Istoric
Istoria Lechinței este legată de celălate sate din Țara Oașului. Numele satului a fost menționat pentru prima dată într-un document din 1490 ca Lekenche.
Satul mai întâi a aparținut cetății Medieșului, iar apoi a devenit proprietatea grofului Teleki, grofului Károlyi, și a baronilor Wesselényi, Vécsey, Becsky, Geötz, Boross și Mándy.